# П'єр-Етьєн Фланден
П'єр-Етьєн Фланден (фр. Pierre-Étienne Flandin; 12 квітня 1889, Париж — 13 червня 1958, Сен-Жан-Кап-Ферра, Франція) — французький державний і політичний діяч. Прем'єр-міністр Франції з 8 листопада 1934 по 1 червня 1935 року.

## Біографія
Здобув вищу юридичну освіту. Займався адвокатською практикою. У 1914—1940 роках — депутат Національних зборів, в 30-х лідер парламентської групи «Демократичний альянс». У 1924—1934 обіймав різні міністерські пости. З 8 листопада 1934 по 1 червня 1935 — голова Ради міністрів Французької Республіки. З 24 січня по 4 червня 1936 — міністр закордонних справ Франції в кабінеті Сарро.
У 1940 році виступав проти політики Народного фронту, підтримував дії маршала Петена щодо виходу Франції з війни й укладення союзу з Німеччиною. З 13 грудня 1940 по 9 лютого 1941 рік обіймав посаду міністра закордонних справ у колабораціоністському уряді Віші. 14 грудня 1940 року включений до Вищої урядової ради (крім нього, до ради входили Петен, Дарлан, Лаваль і Хюнтцігер).
У мінімальній мірі співпрацював з німцями, надаючи підтримку союзникам. На початку листопада 1942 року виїхав до Алжиру з Дарланом, де 11 грудня Фландена було заарештовано, а 1944 року передано французькій владі. 26 липня 1946 року засуджений Вищим судом юстиції в Парижі до 5 років поразки в правах (того ж дня, з огляду на заслуги перед рухом Опору, вирок був анульований).